# Milichiella montanum
Milichiella montanum, alternativt Milichiella montana, är en tvåvingeart som först beskrevs av Theodor Becker 1907.
Milichiella montanum ingår i släktet Milichiella och familjen sprickflugor.

## Utbredning
Artens kända utbredningsområde är Chile, Peru, och Bolivia, alla i Sydamerika.